# Тадэпхо-хэсуёкчан
Станция «Тадэпхо-хэсуёкчан» (кор. 다대포해수욕장역 Тадэпхо-хэсуёкчаннёк, бук. «Морской пляж Тадэпхо») — станция Пусанского метро на Первой линии. Представлена двумя боковыми платформами. Станция открыта 20 апреля 2017 года, обслуживается Пусанской транспортной корпорацией. Расположена в Тадэдоне района Сахагу города-метрополиса Пусан, Республика Корея. Неподалёку от станции расположен морской пляж Тадэпхо (кор. 다대포 해수욕장 Тадэпхо хэсуёкчан). На станции установлены платформенные раздвижные двери.